# Roberto Repole
Roberto Repole (* 29. ledna 1967, Turín, Itálie) je italský římskokatolický kněz, teolog, arcibiskup a designovaný kardinál.

## Život
Po maturitě vstoupil do semináře a vystudoval základní kurz teologie v Turíně. V červnu 1992 přijal kněžské svěcení a po pastoračním působení odešel na studia do Říma, kde na Gregoriáně získal v roce 1998 licenciát a roku 2001 doktorát ze systematické teologie. Následně vyučoval na turínské pobočce Teologické fakultě severní Itálie. V letech 2011–2019 byl předsedou Italské teologické asociace, od roku 2016 také členem správní rady Agentury Svatého Stolce pro hodnocení a rozvoj kvality církevních univerzit a fakult.

### Biskupská služba
Papež František jej 19. února 2022 jmenoval 95. arcibiskupem turínským, a zároveň biskupem suským; tyto dvě diecéze tak byly spojeny in persona episcopi. Stal se po dlouhé době (od roku 1897 poprvé) rodilým Turíňanem na postu turínského arcibiskupa. 

### Kardinálská kreace
V neděli 6. října 2024 papež papež František oznámil, že na 8. prosince 2024 svolá konzistoř, v níž bude jmenovat 21 nových kardinálů a mezi nimi také Mons. Repoleho.